# George Webb
George Webb (ur. 6 marca 1912 w Londynie, zm. 30 grudnia 1998 tamże) – brytyjski aktor komediowy, znany z roli Tatusia w sitcomie „Co ludzie powiedzą?”.
Webb urodził się przy 41 St Luke's Road w londyńskiej dzielnicy Paddington. Był synem Henry'ego Augustusa Webba (1880–1926) i Gertrude z domu Bolingbroke. Miał dwoje młodszego rodzeństwa, Denisa Alfreda (1913–1918), który został zabity przez pojazd wojskowy w wieku pięciu lat; i Joan (1915–1989), która zmarła w wyniku samobójstwa.
Z wcześniejszego małżeństwa ojca Webb był przyrodnim bratem aktorów Rity i Harry'ego Webbów. 
Webb zmarł 30 grudnia 1998 roku w wieku 86 lat z przyczyn naturalnych.

## Filmografia
| Rok       | Tytuł               | Rola                               | Uwagi       |
| --------- | ------------------- | ---------------------------------- | ----------- |
| 1965      | The Wednesday Play  | Jim Ritchie                        | 1 odcinek   |
| 1966–70   | The Troubleshooters | Henri Vassiere / inspektor policji | 2 odcinki   |
| 1990–1995 | Co ludzie powiedzą? | Tatuś                              | 21 odcinków |
| 1995      | Jaś Fasola          | Dyrektor                           | 1 odcinek   |